# Dodonaea aptera
Dodonaea aptera là một loài thực vật có hoa trong họ Bồ hòn. Loài này được Miq. mô tả khoa học đầu tiên năm 1845.